# Хроматій Аквілейський
Святий Хроматій (330-ті — прибл. 406 (407) рік) — єпископ Аквілеї.
Ймовірно, народився в Аквілеї і виріс там. Батько Хроматія помер, коли той був ще немовлям. Його виховувала мати та велика група старших братів і сестер.

## Кар'єра
Висвячений на священика у 381 році, брав участь у невеликому Аквілейському синоді, організованому Амвросієм Міланським. Після смерті Валеріана у 388 році Хроматій став єпископом Аквілеї. Був одним із найвідоміших прелатів свого часу і активно листувався зі сучасниками Амвросієм Міланським, Ієронімом Стридонським і Тіранієм Руфіном. Охрестив Руфіна і став для нього наставником.
Як науковий богослов, закликав друзів до написання праць. Завдяки Хроматію Амвросій заохотився до написання екзегетичних творів, Ієронім присвятив йому переклади та коментарі, які написані за його пропозицією (переклади Книг Параліпоменона, Товита, Соломона, коментарі до Пророцтва Авакума). Допомагав фінансувати роботу Ієроніма.
У запеклій сварці між святим Ієронімом і Руфіном з приводу оригенізму, Хроматій, відкидаючи доктрини Оригена Александрійського, намагався примирити опонентів. Підтримував церковне спілкування з Руфіном і спонукав його не відповідати на останній напад Ієроніма, а присвятити себе новим літературним творам, особливо перекладу «Церковної історії» Євсевія.
Хроматій з великою ревністю виступив проти аріанства і викорінив його у своїй єпархії. Підтримав Іоанна Златоуста, архієпископа Константинопольського, коли той був несправедливо гонимий, і написав на його користь імператору Західно-Римської Імперії Гонорію, який переслав цього листа своєму братові Аркадію. Однак це втручання виявилося безрезультатним.

## Спадщина
Хроматій був активним екзегетом. До наших часів було відомо лише сімнадцять трактатів, які він написав на Євангеліє від Матвія (III, 15–17;V-VI, 24), окрім проповіді про вісім блаженств (вважається вісімнадцятим трактатом).
У 1969 році дослідник Анрі Лемарі виявив і опублікував тридцять вісім його проповідей.